# Корпус Горске гарде ЈВуО
Корпус Горске гарде (Горски штаб 21А), познат и као Горска краљева гарда или Опленачки корпус, била је елитна јединица Југословенске војске у отаџбини, њен командант је био потпуковник Никола Калабић, Горска Гарда је имала најдужи ратни пут. Званично је основана 1943. године по наређењу Драже Михаиловића на простору планине Рудник и територији Шумадије (Опленачки и Тополски срез). Гарда се распала после хапшења припадника гарде почетком јануара 1946, пошто су ухватили Николу Калабића и након почетка хапшења Драже Михаиловића.

## Оснивање
Корпус Горске Гарде или под називом Горска Краљева Гарда основана је по Дражином наређењу 12. јуна 1943. године. Командант Гарде је био Никола Калабић, Гарда је имала најдужи ратни пут, Гарда је имала 4 бригаде, 2 корпуса и један коњички дивизион. Укупно су имали 2.337 бораца. Формација је била следећа:
- Јуришно-пратећа бригада
  - Командант: потпоручник Живорад Мишић
- 1. опленачки корпус
  - Командант: капетан Милан Медић
- Опленачка бригада
  - Командант: поручник Негован Арсенијевић
- Орашачка бригада
  - Команданти: поручник Павле Ђурчек, капетан Жика Павловић „Артиљерац” и капетан Миодраг Јевтић
- 2. Космајски корпус
  - Командант: капетан пилот-ловац Драгутин Млађа Бојовић
- Младеновачка бригада
  - Командант: потпоручник Арсеније Јовановић
- Коњички дивизион
  - Командант: Драгољуб Лукић „Луне”
- 4. Космајска бригада
  - Потпоручник: Момчило Обрадовић